# Vito Rizzuto
Vito Rizzuto (* 21. Februar 1946 in Cattolica Eraclea; † 23. Dezember 2013 in Montreal; auch bekannt als „Montreal's Teflon Don“ in Anlehnung an den ursprünglichen „Teflon Don“ John Gotti) war der führende Chef der sizilianischen Mafia in Kanada. Er leitete die berüchtigte Rizzuto-Familie in Montreal, Quebec, die aufgrund ihrer Größe und Macht auch als "Sixth Family" bezeichnet wird. Vito Rizzuto gilt nach Meinung vieler Experten als der wahrscheinlich mächtigste und einflussreichste Mafioso der Geschichte. Ihm standen mehr als 50.000 Fußsoldaten zur Verfügung, er genoss großen Respekt unter Mafiosi in Italien, als auch unter den fünf Mafia-Familien in New York City und hatte Kontakte, die in mehrere dutzend Länder reichten. Rizzuto wird auch als Schlüsselfigur für das Ende des Biker-Krieges zwischen den Hells Angels und der Rock Machine in Montréal gesehen. Unter seiner Führung fingen die Biker-Gangs, die irischen Gangs und sämtliche Streetgangs Montréals an zusammenzuarbeiten.

## Biografie
Vito Rizzuto wurde am 21. Februar 1946 in einer italienischen Familie in der sizilischen Stadt Cattolica Eraclea geboren. Seine Eltern waren Nicolo Rizzuto und Libertina Manno. Vito war das erste Kind in der Familie und wurde nach seinem Großvater benannt. Im Jahr 1954 wurde in der Familie Rizzuto eine Tochter, Maria, geboren. Im gleichen Jahr wanderte die Rizzuto-Familie mit dem Schiff nach Kanada aus und landete in Halifax, Nova Scotia. Dann zogen sie nach Montreal, wo die meisten Einwanderer aus der italienischen Diaspora lebten.
Vito heiratete 1966 Giovanna Cammalleri und hatte drei Kinder. Sein ältester Sohn, Nicolo Rizzuto (Nick Jr.) wurde nach seinem Großvater benannt. Er wurde im Dezember 2009 in Montreal erschossen. Vitos zweiter Sohn ist Leonardo Rizzuto, seine Tochter heißt Libertina „Bettina“ und wurde nach ihrer Großmutter benannt. Maria, die Schwester Vitos, war mit Paolo Renda, dem angesehenen Consigliere der Rizzuto-Familie, verheiratet, der im Mai 2010 vermisst wurde. Vitos Sohn Leonardo und Rocco Sollecitos Sohn Stefano gelten als die Köpfe der Mafia in Montreal. Sie wurden im November 2015 verhaftet und wegen Drogenhandels und Verbrechertums angeklagt. Im Februar 2018 wurden sie freigesprochen und aus dem Gefängnis entlassen.

### Kriminelle Karriere
Vater Vito Rizzuto begann seine Karriere in der kanadischen Mafia als Mitglied der Familie Cotroni, die in den 1970er Jahren einen Großteil des Drogenhandels in Montreal kontrollierte. In den 1980er Jahren wurde Rizzuto nach dem Krieg zwischen den sizilianischen und kalabrischen Gruppen in Montreal zum dominierenden Mafioso der Stadt.
Nach Angaben der Polizei kontrollierte Rizzuto ein kriminelles Imperium, das in Kanada Tonnen von Heroin, Kokain und Haschisch importierte und verteilte, hunderte Millionen Dollar wusch und von illegalem Glücksspiel, Betrug und Auftragsmorden profitierte. Im Oktober 1987 wurde ein Schiff mit 16 Tonnen Haschisch vor der nordöstlichen Küste von Neufundland und Labrador durch die Royal Canadian Mounted Police (RCMP) beschlagnahmt. Rizzuto, Rainald Dezhardin und vier ihrer Komplizen wurden ebenfalls dort verhaftet, Rizzuto wurde aber im März 1988 gegen Kaution freigelassen.
Im Oktober 1990 begann im Gerichtsgebäude in St. Johns der Prozess gegen Rizzuto. Aber die Polizei hatte keine Befugnisse zur Aufnahme eines Gesprächs zwischen Rizzuto und seinem Anwalt in einem Restaurant, der Oberste Gerichtshof Neufundlands wies den Fall ab. Im selben Jahr wurde Rizzuto wieder verhaftet, weil er die Einfuhr des Haschisch nach Kanada geplant hatte. Der Drogendealer Normand Dupuis war bereit, gegen ihn auszusagen, als ihm eine Kürzung der Haftstrafe und eine Reduzierung der Kaution sowie die Ermöglichung einer neuen Identität versprochen wurde. Später wandte er sich jedoch an Rizzutos Anwalt Jean Salois, um zu versichern, dass er gegen Rizzuto nicht aussagen würde, wenn er $ 1 Million erhalte. Salois nahm dieses Gespräch auf und ließ Dupuis wegen Behinderung der Justiz anklagen. Nachdem der Zeuge nicht mehr aussagen konnte, wurde Rizzuto 1989 freigesprochen. In den frühen 1990er Jahren führte die RCMP heimlich in Montreal einen gefälschten Geldwechsel im Rahmen einer aufwendigen Operation namens „Project Compote“ durch. Diese Aktion endete mit 46 Verhaftungen, darunter Rizzutos Anwalt Joseph Lagana, der für Geldwäsche von 47 Millionen Dollar verurteilt wurde. Rizzuto wurde ebenfalls als Verschwörer eingestuft, aber es gab nicht genügend Beweise für eine Verurteilung.
Rizzuto arbeitete eng mit dem sizilianischen Cuntrera-Caruana Clan, den wichtigsten illegalen Drogenhändlern, zusammen, der in Kanada von Alfonso Caruana geführt wurde.  Die kanadischen Mafia-Journalisten Lee Lamothe und Adrian Humphreys halten die Stärke des Rizzuto-Clans für vergleichbar mit den fünf führenden Familien der Cosa Nostra in New York und nannten sie daher die „Sechste Familie“. In ihrem Buch „Die sechste Familie“ schreiben sie:
"Bis 2003 wurde der Rizzuto-Clan in den FBI- und DEA-Dokumenten unterschiedlich angegeben, als ‘kanadisches Mitglied der Bonanno Familie‘ oder ‘Montreal Gruppierung der Bonannos‘. Unter seiner Kontrolle befand sich ein riesiges Territorium – mehr als eine Million Quadratkilometer von Quebec und Ontario fielen direkt unter seinen Einfluss, eine Fläche die mehr als ein Viertel der Größe der gesamten Vereinigten Staaten ausmachte. Das Gebiet umfasste große Städte, die am meisten besuchten Grenzpunkte zwischen den Vereinigten Staaten und Kanada, sowie viele etablierte Mafia-Clans, die unter dem Banner der Mafia der sechsten Familie agierten. Wo amerikanische Mafia-Bosse kriminelle Aktivitäten in Teilen einer Stadt oder eines New Yorker Stadtteils oder die kriminelle Aktivität in einem industriellen oder kommerziellen Sektor – wie dem Bau oder dem New Yorker Bekleidungsbezirk – kontrollierten, war die Sechste Familie ein Unternehmen mit einer globalen Reichweite. Die Sechste Familie hatte jede Mannschaft der Bonanno-Familie überholt und in der Tat, Mann für Mann, Dollar für Dollar, hatte die Familie als Ganzes in den Schatten gestellt …
Der Kern der sizilianischen Mafia in Montreal gehörten Hunderte von Soldaten und Gleichgesinnten, heißt es in einem kanadischen Polizeibericht aus dem Jahr 2004. Diejenigen, die lediglich Geschäfte mit der Sechsten Familie tätigen oder mit ihnen in kurzfristigen Unternehmungen zusammenarbeiten, sind nicht darin enthalten. In der Regel sind es auch nicht die Geschäftsleute, die nicht kriminelle Dienstleistungen für die Organisation durchgeführt haben"

### Anklage, Festnahme und Prozess wegen Mordes an drei Capos
Anfang 2004 wurde Vito Rizzuto im Zusammenhang mit den Bandenmorden der drei rivalisierenden Capos der Bonanno-Crime-Familie (Philip Giaccone, Dominick Trinchera und Alphonse Indelicato) von der Grand Jury in Brooklyn wegen Schlägerei, Verschwörung, Darlehensschaden und Mord am 5. Mai 1981 angeklagt. Diese Ereignisse waren auch in dem Hollywood-Film Donnie Brasco verarbeitet worden. Rizzuto war einer von vier Leuten, die von dem ehemaligen Hauptmann der Familie Bonanno Joseph Massino angeheuert wurden, um die drei anderen Capos zu töten. Massino glaubte, dass sie nach der Ernennung des neuen Chefs Philip Rastelli die Macht übernehmen wollten.
Rizzuto wurde am 20. Januar 2004 in Montreal festgenommen. Am 17. August 2006, nach einem 31-monatigen Prozess, wurde er in die Vereinigten Staaten ausgeliefert und erschien vor einem Richter am Bezirksgericht im östlichen Bezirk von New York in Brooklyn. Massino, der eine lebenslange Haftstrafe für einen dreifachen Mord verbüßte, sollte gegen Rizzuto wegen seiner Rolle bei der Ermordung der drei Capo aussagen. Am 4. Mai 2007 bekannte sich Rizzuto allerdings des dreifachen Mordes im Jahr 1981 schuldig, bevor es zu einem Gerichtsprozess kommen konnte. Er wurde zu 10 Jahren Gefängnis mit einer anschließenden dreijährigen Aufsicht verurteilt. Er sagte aus, dass er in den Fall verwickelt war, und er selbst hat niemanden erschossen. Laut Li Lamot, dem Autor des Buches „Die sechste Familie“, war dieser Ausgang des Verfahrens für Rizzuto noch ein vergleichsweise mildes Ergebnis.

### Gefängniszeit und Entlassung
Rizzuto wurde in ADX Florence, dem Bundeshochsicherheitsgefängnis für die gefährlichsten männlichen Gefangenen in den Vereinigten Staaten, inhaftiert. Bereits am 5. Oktober 2012 wurde er wieder entlassen und sofort nach Toronto abgeschoben. Journalisten erwarteten, dass Rizzuto sich bei seiner Ankunft in Kanada mit den Chefs der New Yorker Mafiafamilien treffen und sich für eine Weile in Toronto niederlassen würde, bevor er nach Montreal zurückkehrt. Tatsächlich lebte er aber bald darauf wieder in Montreal und soll sich Berichten zufolge aus Angst um sein Leben einen gepanzerten Wagen gekauft sowie in einer gut bewachten Wohnung aufgehalten haben.

### Zerschlagung des Rizzuto-Clans
Nach Vitos Gefangenschaft kam es zu mehreren Todesfällen unter den Mitgliedern der „sechsten Familie“:
- Sein Gefährte Federico del Peschio wurde am 21. August 2009 im Restaurant La Cantina in Ahuntsic getötet
- Sein ältester Sohn, Nicolo Rizzuto Jr., wurde am 28. Dezember 2009 im Viertel Notre-Dame de Gras von Montreal erschossen
- Sein Schwager und Concealer Paolo Renda ist am 20. Mai 2010 ebenfalls in Montreal verschwunden und wird für tot gehalten
- Sein Begleiter Agostino Cuntrera wurde am 29. Juni 2010 im Montrealer Stadtviertel Saint-Léonard am helllichten Tag hingerichtet
- Sein Vater Nicolo Rizzuto wurde im November 2010 im Alter von 86 Jahren von einem Scharfschützen durch das Fenster seiner Küche getötet

Nach der Freilassung von Vito Rizzuto wurden mehrere Menschen als Vergeltung für die Morde in seiner Familie getötet. So wurden die Drogenhändler Emilio Cordileone, Tony Gensale und Mohamed Awad als Reaktion auf die Morde im Jahr 2012 wegen ihrer angeblichen Beteiligung an der Entführung von Rizzutos Verbündeten im Jahr 2008 getötet. Auch im November wurde Joe Di Maulo im Norden von Montreal hingerichtet, der zusammen mit Raynald Desjardins und Salvatore Montagna verdächtigt wurde, Angriffe auf den Rizzuto-Clan organisiert zu haben. Bei ihrer Beerdigung waren nur wenige Leute anwesend und die Beerdigung unterschied sich von den üblichen Standards der Mafia. Kurz vor Weihnachten 2012 wurde Dominic Facchini im Café von Giuseppe de Vito, einem Rivalen Rizzutos, getötet und eine andere Person schwer verletzt.
Diejenigen, die mit Rizzuto einen Konflikt hatten, wurden ebenfalls umgebracht.  Calautti wurde im Juli 2013 in seinem Auto in den Kopf geschossen, weil er des ungeklärten Mordes an Rizzutos Vater verdächtigt wurde. Gallo, ein ehemaliges einflussreiches Mitglied von Rizzutos Organisation, wurde im November 2013 in der Nähe eines Restaurants Acapulco erschossen, obwohl er zwei Jahre zu seiner eigenen Sicherheit abgeschoben worden war, um ihn vor Racheaktionen zu schützen. Alle diese und 21 weitere Fälle, die seither mit der organisierten Kriminalität in der Stadt zusammenhängen, sind noch nicht aufgeklärt. Im April 2014 wurde Carmine Verduci in der Nähe des Cafés erschossen. Es wird angenommen, dass er nach Rizzutos  Tod  das Territorium haben wollte.

### Suche in Italien
Am 11. Februar 2005 erließ die italienische Justiz einen Haftbefehl gegen Rizzuto im Zusammenhang mit der Beteiligung des Mafioso Giuseppe Zappia am Bau einer Brücke über die Straße von Messina, die das Festland Italiens mit Sizilien verbinden sollte. Es handelte sich um eines der größten Bauprojekte Italiens, das als 3690 Meter lange Hängebrücke entworfen war, 5 Milliarden Euro kosten sollte und dessen Fertigstellung für 2011 geplant war.

## In der populären Kultur
Die Mafia-Experten Antonio Nicaso und Peter Edwards veröffentlichten 2015 ein Buch über den letzten Lebensabschnitt Vito Rizzutos: «Business or Blood. Mafia Boss Vito Rizzuto's Last War».
Später wurde der Stoff in der Fernsehserie Bad Blood verarbeitet, die im Herbst 2017 erstmals ausgestrahlt wurde. In der Serie spielten unter anderem Anthony LaPaglia als Vito Rizzuto, Paul Sorvino als Nicolo Rizzuto und Kim Coates als Declan Gardiner.

## Der Tod
Am 23. Dezember 2013 starb Rizzuto im Alter von 67 Jahren an Lungenkrebs im Krankenhaus Sacré-Cœur in Montreal. Obwohl offiziell eine natürliche Todesursache festgestellt wurde, gab es Spekulationen, dass er möglicherweise vergiftet wurde, da an seinem Körper nie eine Obduktion durchgeführt wurde. Rizzutos Begräbnis fand am 30. Dezember in der Kirche der Madonna della Difesa in Montreals Petite Italie („Klein-Italien“) statt; an der Veranstaltung nahmen etwa 800 Menschen teil. Er wurde auf dem Friedhof Saint-François d'Assise in St. Leonard beerdigt.